# Lądowisko Złotoryja-Baryt

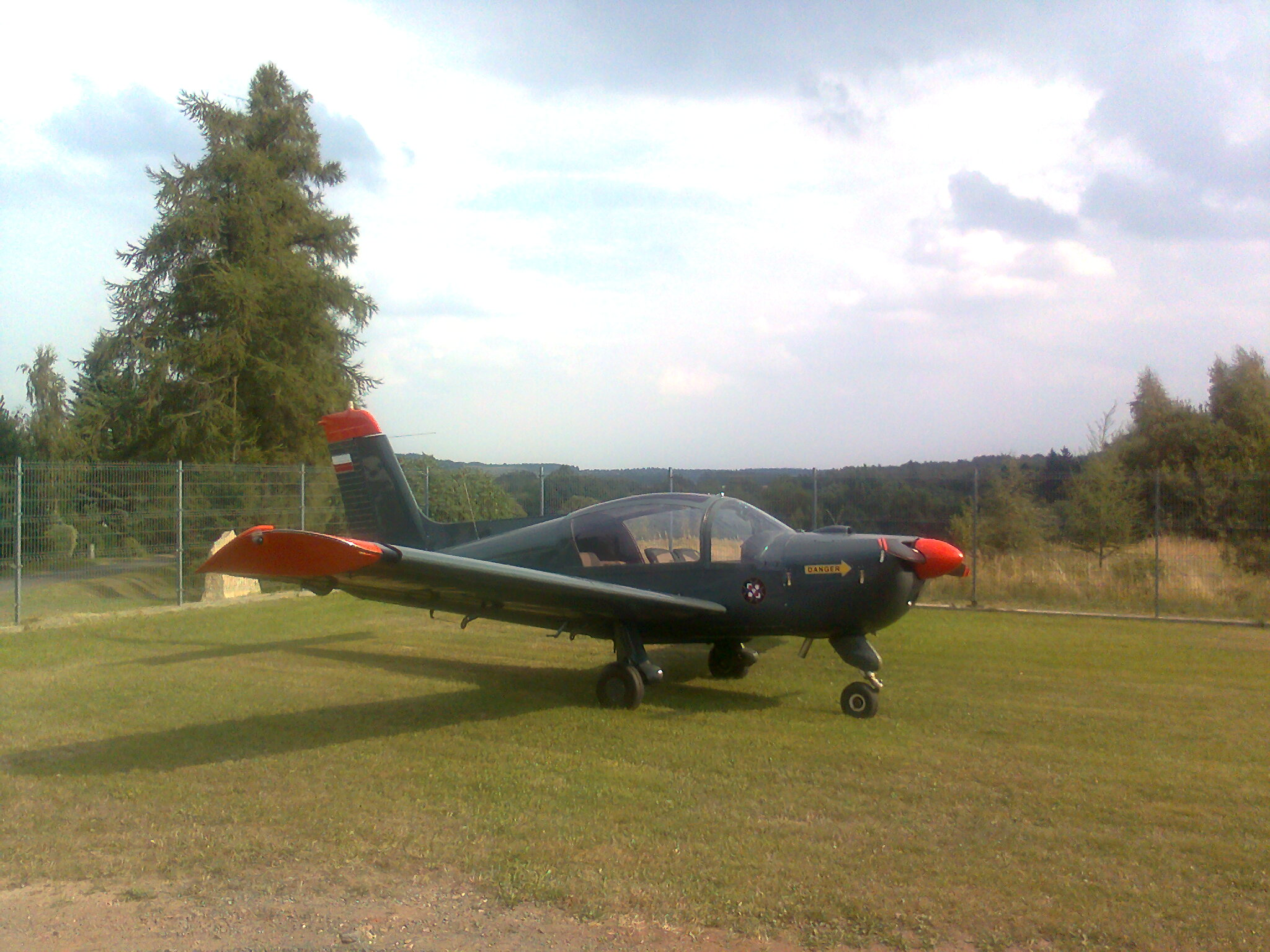
Baza Lotnicza „Baryt“ – Socata-Morane MS-893A, SP-NMR (sierpień 2013)

Lądowisko Złotoryja-Baryt – lądowisko w Pomocnem, położone w gminie Męcinka, w województwie dolnośląskim, ok. 18 km na południowy wschód od Złotoryi. Lądowisko należy do Jednostki Poszukiwawczo-Ratowniczej w Złotoryi (JPR).
Decyzją  Prezesa  Urzędu Lotnictwa Cywilnego nr  ULC -LTL-1/511-0084/01/12 z dnia 27 kwietnia 2012 roku lądowisko zostało wpisane do ewidencji ULC pod poz. 122.

## Charakterystyka lądowiska
- Długość drogi startowej - 540 m
- Szerokość drogi startowej - 50 m
- Główne kierunki startu (podejścia do lądowania) w stopniach: 278; 098
- Rodzaj nawierzchni: trawiasta – utwardzona.

### Ograniczenia lokalne
Zakaz wykonywania lotów akrobacyjnych nad obszarem parku krajobrazowego „Chełmy“, w granicach którego zlokalizowane jest lądowisko „Baryt“ – zgodnie z art. 26 ust. 2 ustawy z dnia 7 grudnia 2000 roku o zmianie ustawy o ochronie przyrody (Dz.U. Nr 3, poz. 21 z 2001 r.)

## Baza Lotnicza „Baryt“
Integralną częścią bazy jest lądowisko Złotoryja-Baryt. Zajmuje obszar ponad 42 ha (440 m n.p.m.), na którym znajdują się zabudowania koszarowo-socjalne, garaże, dwie strzelnice, warsztaty, magazyny, hangar samolotowy oraz obiekty szkoleniowo-treningowe. Stacjonuje tu sześć pojazdów operacyjno-ratowniczych oraz trzy samoloty wielozadaniowe.

### Samoloty JPR
- PZL-104 Wilga 35 znaki rozpoznawcze SP-HKN
- Socata-Morane MS.893A znaki rozpoznawcze SP-NMR
- An-2P znaki rozpoznawcze SP-MON (został sprzedany).

Źródło 